# Nedostatek kněží

Situace katolické církve v USA: Počet věřících (modře, v milionech) roste, zatímco počet kněží (červeně, v tisících) klesá

Od druhé světové války celosvětové roste počet katolických věřících připadajících na jednoho kněze, což bývá někdy označováno jako nedostatek kněží. Přímou příčinou je jak postupný pokles počtu kněží, tak i nárůst počtu věřících.
Počet kněží v římskokatolické církvi se v posledních desetiletích 20. století absolutně snížil (ale od roku 2000 se mírně zvýšil). V roce 1978 jich bylo 416 329. V roce 2001 na celém světě 405 067. V roce 2017 to bylo 414 582 (podle papežské ročenky 2019).
Současně se zvýšil počet trvalých jáhnů na 46 312. 
Významnějším ukazatelem pro hodnocení pastorační péče je počet farníků připadajících na každého kněze. Po celém světě se počet katolíků na kněze v období 1969 až 2008 zdvojnásobil z 1 428 na 2 499 a v roce 2017 vzrostl na 3 167. Situace se liší v závislosti na kontinentu: V Evropě absolutní počet kněží výrazně klesá, ale je stále nejvyšší ve světovém srovnání, s jedním knězem na 1 617 katolíků. Na jednoho kněze dále připadá 2 172 věřících v Asii, 5 551 v Africe a 7 200 v Jižní Americe. (Nerozlišuje se mezi aktivními a penzionovanými kněžími.)

## Následky

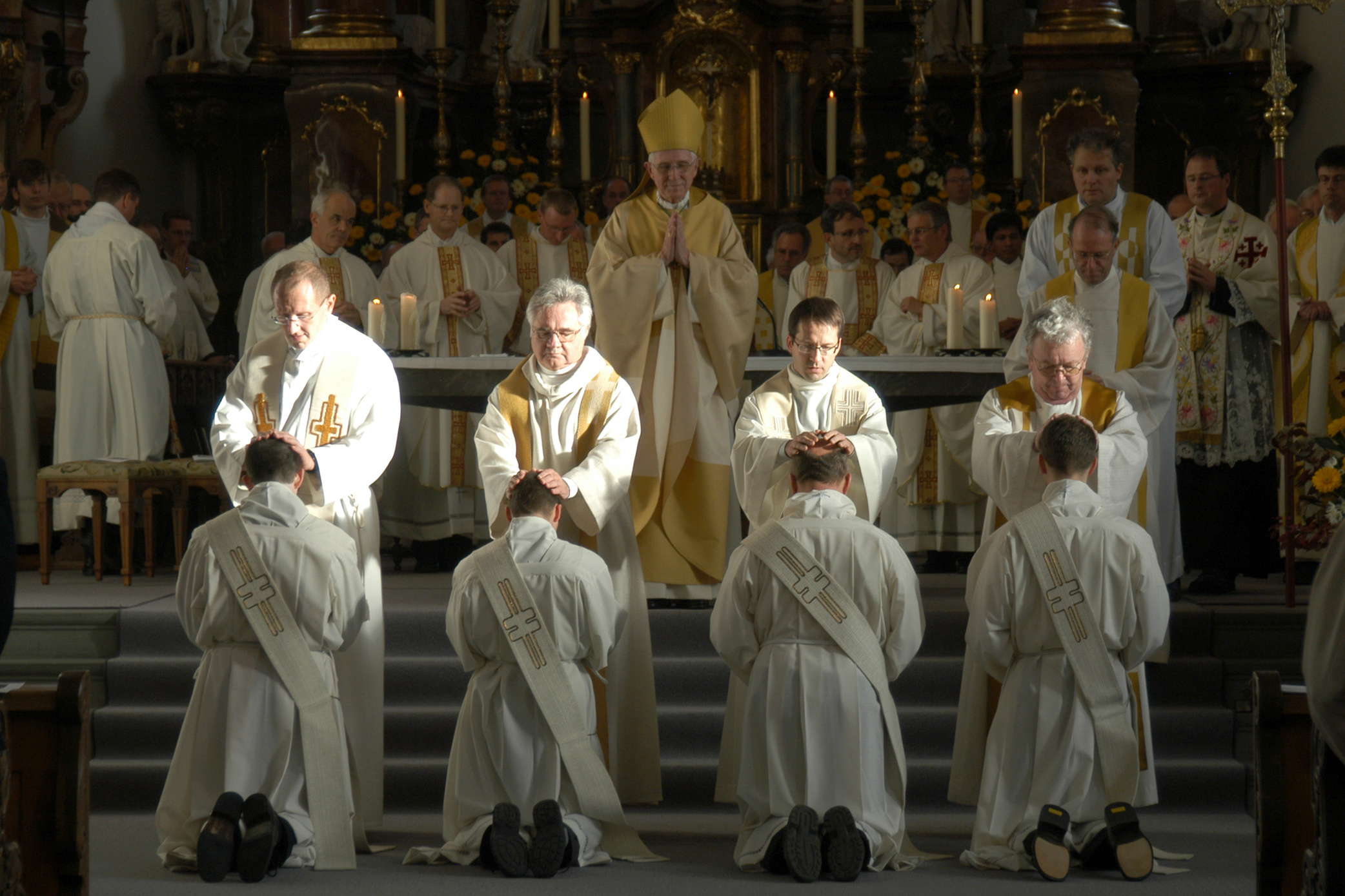
Kněžské svěcení ve Švýcarsku

Nedostatek kněží je řešen různými způsoby. V praxi se často užívá model jednoho kněze spravujícího dvě nebo více právně samostatných farnosti. Kněz je farářem v jedné farnosti a v dalších je administrátorem excurrendo. V některých farnostech určitou část správy farnosti vykonávají laici (obvykle se jedná o správu majetku). Jinde se upravuje pořad bohoslužeb (např. mše svatá 1x za dva týdny) nebo se zvou kněží-misionáři z jiných zemí. Někteří indičtí kněží se dočasně nebo trvale přesouvají na Západ a tím pomáhají řešit tento problém.